# Ortonormerad bas
Inom linjär algebra kan en ortonormerad bas eller ortonormal bas (ON-bas) ses som ett koordinatsystem, så kallat ortonormerat koordinatsystem eller ON-system, där koordinataxlarna är ortogonala (sinsemellan vinkelräta) enhetsvektorer (det vill säga vektorer av längden 1). En ON-bas bestående av N vektorer spänner upp ett N-dimensionellt euklidiskt rum, vilket innebär att varje punkt eller vektor i rummet kan uttryckas som en linjärkombination av ON-basens vektorer.

## Exempel

### Euklidiska rum
I det euklidiska rummet {\displaystyle \mathbb {R} ^{3}} kan varje vektor {\displaystyle x=(x_{1},x_{2},x_{3})} skrivas som en summa av sina komposanter:
{\displaystyle x=x_{1}e_{1}+x_{2}e_{2}+x_{3}e_{3}.}
I denna summa ger enhetsvektorerna {\displaystyle e_{1}=(1,0,0)}, {\displaystyle e_{2}=(0,1,0)} och {\displaystyle e_{3}=(0,0,1)} upphov till ett rektangulärt koordinatsystem i {\displaystyle \mathbb {R} ^{3}}. I detta sammanhang är det mängden av enhetsvektorer {\displaystyle \{e_{1},e_{2},e_{3}\}} som utgör en ortonormerad bas för det euklidiska rummet {\displaystyle \mathbb {R} ^{3}.}

### Funktionsrum
Mängden {fn : n ∈ Z} med {\displaystyle f_{n}(x)=e^{2\pi inx}} ger en ortonormerad bas på det komplexa rummet L2([0,1])

### Andra rum
Mängden {eb : b ∈ B} med eb(c) = 1 om b=c och 0 i övrigt ger en ortonormerad bas på rummet l2(B).

## Definition

### Linjärt spann
Låt {\displaystyle A\subseteq X} vara en delmängd till ett vektorrum {\displaystyle X}. Det linjära spannet av {\displaystyle A} är den mängd, {\displaystyle span(A)}, som består av alla linjärkombinationer
{\displaystyle \xi _{1}x_{1}+\cdots +\xi _{n}x_{n},}
vars koefficienter {\displaystyle \xi _{k}} är komplexa tal och vars komponenter {\displaystyle x_{k}} är element i mängden {\displaystyle A}.

### Total mängd
En delmängd {\displaystyle A\subseteq X} till ett normerat rum, {\displaystyle X}, är en total mängd om det slutna höljet av dess linjära spann utgör hela rummet {\displaystyle X}; det vill säga om
{\displaystyle {\overline {span(A)}}=X.}

### Ortonormerad mängd
En delmängd {\displaystyle A\subseteq X} till ett 
pre-Hilbertrum {\displaystyle X}, säges vara en ortonormerad mängd om den inre produkten {\displaystyle \langle x,y\rangle } mellan två element {\displaystyle x,y\in A} är
{\displaystyle \langle x,y\rangle ={\begin{cases}1&x=y\\0&x\neq y.\end{cases}}}

### Ortonormerad bas
En delmängd {\displaystyle A\subseteq X} till ett pre-Hilbertrum {\displaystyle X}, säges vara en ortonormerad bas till {\displaystyle X} om {\displaystyle A} är en total, ortonormerad mängd.